# Luís Ortiz (pugile)
Luís Ortiz (Camagüey, 29 marzo 1979) è un pugile cubano.
Soprannominato "The Real King Kong", è stato campione WBA ad interim dei pesi massimi dal 2015 al 2016.
È stato due volte sfidante per il titolo mondiale WBC, perdendo (nelle sue due uniche sconfitte da professionista) per KO contro Deontay Wilder. 
Da dilettante ha vinto una medaglia d'argento ai campionati mondiali 2005. 

## Stile di combattimento
Ad Ortiz è stato affibbiato il soprannome The Real King Kong, per via della sua stazza e della potenza dei suoi pugni. È inoltre un discreto counter-puncher.

## Carriera
Ortiz compie il suo debutto da professionista in tarda età, a quasi 31 anni, il 16 febbraio 2010, sconfiggendo lo statunitense Lamar Davis per KO tecnico alla prima ripresa.
Nel 2013 sigla un accordo con la Golden Boy Promotions.

## Risultati nel pugilato
| N. | Risultato | Record   | Avversario           | Tipo | Round, tempo  | Data              | Località                             | Note                                                                                         |
| -- | --------- | -------- | -------------------- | ---- | ------------- | ----------------- | ------------------------------------ | -------------------------------------------------------------------------------------------- |
| 38 | Sconfitta | 33–3 (2) | Andy Ruiz Jr.        | UD   | 12            | 4 settembre 2022  | Los Angeles, Stati Uniti d'America   |                                                                                              |
| 37 | Vittoria  | 33–2 (2) | Charles Martin       | TKO  | 6 (12), 1:37  | 1 gennaio 2022    | Hollywood, Stati Uniti d'America     |                                                                                              |
| 36 | Vittoria  | 32–2 (2) | Alexander Flores     | KO   | 1 (10), 0:45  | 7 novembre 2020   | Los Angeles, Stati Uniti d'America   |                                                                                              |
| 35 | Sconfitta | 31–2 (2) | Deontay Wilder       | KO   | 7 (12), 2:51  | 23 novembre 2019  | Paradise, Stati Uniti d'America      | Per il titolo WBC pesi massimi                                                               |
| 34 | Vittoria  | 31–1 (2) | Christian Hammer     | UD   | 10            | 2 marzo 2019      | New York, Stati Uniti d'America      |                                                                                              |
| 33 | Vittoria  | 30–1 (2) | Travis Kauffman      | TKO  | 10 (10), 1:58 | 1 dicembre 2018   | Los Angeles, Stati Uniti d'America   |                                                                                              |
| 32 | Vittoria  | 29–1 (2) | Răzvan Cojanu        | TKO  | 2 (10), 2:08  | 28 luglio 2018    | Los Angeles, Stati Uniti d'America   |                                                                                              |
| 31 | Sconfitta | 28–1 (2) | Deontay Wilder       | TKO  | 10 (12), 2:05 | 3 marzo 2018      | New York, Stati Uniti d'America      | Per il titolo WBC pesi massimi                                                               |
| 30 | Vittoria  | 28–0 (2) | Daniel Martz         | KO   | 2 (10), 0:43  | 8 dicembre 2017   | Hialeah, Stati Uniti d'America       |                                                                                              |
| 29 | Vittoria  | 27–0 (2) | David Allen          | TKO  | 7 (8), 2:59   | 10 dicembre 2016  | Manchester, Gran Bretagna            |                                                                                              |
| 28 | Vittoria  | 26–0 (2) | Malik Scott          | UD   | 12            | 12 novembre 2016  | Monte Carlo, Monaco                  | Vince il vacante titolo WBA Intercontinental dei pesi massimi                                |
| 27 | Vittoria  | 25–0 (2) | Tony Thompson        | KO   | 6 (12), 2:29  | 5 marzo 2016      | Washington, Stati Uniti d'America    |                                                                                              |
| 26 | Vittoria  | 24–0 (2) | Bryant Jennings      | TKO  | 7 (12), 2:41  | 19 dicembre 2015  | Verona, Stati Uniti d'America        | Mantiene il titolo WBA interim dei pesi massimi                                              |
| 25 | Vittoria  | 23–0 (2) | Matías Ariel Vidondo | KO   | 3 (12), 0:17  | 17 ottobre 2015   | New York, Stati Uniti d'America      | Vince il vacante titolo WBA interim dei pesi massimi                                         |
| 24 | Vittoria  | 22–0 (2) | Byron Polley         | TKO  | 1 (8), 2:38   | 20 giugno 2015    | Montreal, Canada                     |                                                                                              |
| 23 | NC        | 21–0 (2) | Lateef Kayode        | TKO  | 1 (12), 2:55  | 11 settembre 2014 | Paradise, Stati Uniti d'America      | Per il vacante titolo WBA interim dei pesi massimi                                           |
| 22 | Vittoria  | 21–0 (1) | Monte Barrett        | KO   | 4 (10), 0:38  | 3 aprile 2014     | Indio, Stati Uniti d'America         |                                                                                              |
| 21 | Vittoria  | 20–0 (1) | Álex Gonzales        | TKO  | 1 (10), 2:00  | 26 novembre 2013  | Sunrise, Stati Uniti d'America       |                                                                                              |
| 20 | NC        | 19–0 (1) | Joseph Rabotte       | KO   | 3 (10), 2:59  | 20 luglio 2013    | Greensboro, Stati Uniti d'America    |                                                                                              |
| 19 | Vittoria  | 19–0     | Santiago de Paula    | TKO  | 4 (10), 2:22  | 16 novembre 2012  | Santo Domingo, Repubblica Dominicana |                                                                                              |
| 18 | Vittoria  | 18–0     | Juan Maldonado       | TKO  | 1 (6), 0:30   | 9 novembre 2012   | Santo Domingo, Repubblica Dominicana |                                                                                              |
| 17 | Vittoria  | 17–0     | José Santos Peralta  | KO   | 1 (10), 2:24  | 30 settembre 2012 | Santo Domingo, Repubblica Dominicana |                                                                                              |
| 16 | Vittoria  | 16–0     | Walter Palacios      | TKO  | 2 (6), 0:10   | 26 maggio 2012    | Managua, Nicaragua                   |                                                                                              |
| 15 | Vittoria  | 15–0     | Epifanio Mendoza     | DQ   | 7 (10), 1:07  | 10 febbraio 2012  | Palm Bay, Stati Uniti d'America      | Vince il titolo WBC Latino e il titolo WBO Latino dei pesi massimi                           |
| 14 | Vittoria  | 14–0     | Frank Mola           | RTD  | 2 (10), 3:00  | 25 novembre 2011  | Santo Domingo, Repubblica Dominicana |                                                                                              |
| 13 | Vittoria  | 13–0     | Arron Lyons          | RTD  | 7 (10), 3:00  | 12 agosto 2011    | Hollywood, Stati Uniti d'America     |                                                                                              |
| 12 | Vittoria  | 12–0     | Henry Sáenz          | TKO  | 3 (11)        | 30 luglio 2011    | San José, Costa Rica                 | Mantiene il titolo WBA Fedelatin dei pesi massimi                                            |
| 11 | Vittoria  | 11–0     | Luis Andrés Pineda   | KO   | 6 (9), 1:43   | 17 giugno 2011    | Panama, Panama                       | Mantiene il titolo WBC FECARBOX pesi massimi; Vince il titolo WBA Fedelatin dei pesi massimi |
| 10 | Vittoria  | 10–0     | Jason Barnett        | KO   | 1 (6), 2:38   | 3 giugno 2011     | Tampa, Stati Uniti d'America         |                                                                                              |
| 9  | Vittoria  | 9–0      | Corey Winfield       | KO   | 3 (8), 2:28   | 21 maggio 2011    | Wilson, Stati Uniti d'America        |                                                                                              |
| 8  | Vittoria  | 8–0      | Bert Cooper          | TKO  | 2 (10), 1:29  | 23 aprile 2011    | Miami, Stati Uniti d'America         |                                                                                              |
| 7  | Vittoria  | 7–0      | Jerry Butler         | TKO  | 3 (6), 1:40   | 2 aprile 2011     | Jupiter, Stati Uniti d'America       |                                                                                              |
| 6  | Vittoria  | 6–0      | Rubén Rivera         | DQ   | 5 (8), 1:18   | 28 gennaio 2011   | Tampa, Stati Uniti d'America         |                                                                                              |
| 5  | Vittoria  | 5–0      | Francisco Álvarez    | TKO  | 8 (8), 1:27   | 7 dicembre 2010   | Hollywood, Stati Uniti d'America     |                                                                                              |
| 4  | Vittoria  | 4–0      | Zack Page            | TKO  | 8 (8), 0:42   | 19 settembre 2010 | Hollywood, Stati Uniti d'America     |                                                                                              |
| 3  | Vittoria  | 3–0      | Kendrick Releford    | UD   | 8             | 24 agosto 2010    | Hollywood, Stati Uniti d'America     | Vince il titolo WBC FECARBOX dei pesi massimi                                                |
| 2  | Vittoria  | 2–0      | Charles Davis        | TKO  | 4 (6), 2:20   | 15 giugno 2010    | Hollywood, Stati Uniti d'America     |                                                                                              |
| 1  | Vittoria  | 1–0      | Lamar Davis          | TKO  | 1 (4), 1:18   | 16 febbraio 2010  | Hollywood, Stati Uniti d'America     |                                                                                              |